# Bergskär (vid Älgsjölandet, Ingå)
Bergskär är en ö i Finland. Den ligger i Finska viken och i kommunen Ingå i landskapet Nyland, i den södra delen av landet. Ön ligger omkring 58 kilometer väster om Helsingfors.
Öns area är 1,9 hektar och dess största längd är 180 meter i öst-västlig riktning.